# ند هانلان (قایق یدک‌کش)
ند هانلان (قایق یدک‌کش) (به انگلیسی: Ned Hanlan (tugboat)) یک کشتی بود که طول آن 74.8 ft. و ارتفاع آن 9 ft. بود.